# تریاس
| زمان‌بندی زمین‌شناسی    |                          |                         |                         |
| پیدازیوی (فانروزوئیک) | نوزیوی (سنوزوئیک)        | کواترنری                |                         |
| پیدازیوی (فانروزوئیک) | نوزیوی (سنوزوئیک)        | نئوژن                   |                         |
| پیدازیوی (فانروزوئیک) | نوزیوی (سنوزوئیک)        | پالئوژن                 |                         |
| پیدازیوی (فانروزوئیک) | میانه‌زیوی (مزوزوئیک)     | کرتاسه                  |                         |
| پیدازیوی (فانروزوئیک) | میانه‌زیوی (مزوزوئیک)     | ژوراسیک                 |                         |
| پیدازیوی (فانروزوئیک) | میانه‌زیوی (مزوزوئیک)     | تریاس                   |                         |
| پیدازیوی (فانروزوئیک) | دیرینه‌ زیوی (پالئوزوئیک) | پرمین                   |                         |
| پیدازیوی (فانروزوئیک) | دیرینه‌ زیوی (پالئوزوئیک) | کربونیفر                |                         |
| پیدازیوی (فانروزوئیک) | دیرینه‌ زیوی (پالئوزوئیک) | دوونین                  |                         |
| پیدازیوی (فانروزوئیک) | دیرینه‌ زیوی (پالئوزوئیک) | سیلورین                 |                         |
| پیدازیوی (فانروزوئیک) | دیرینه‌ زیوی (پالئوزوئیک) | اردویسین                |                         |
| پیدازیوی (فانروزوئیک) | دیرینه‌ زیوی (پالئوزوئیک) | کامبرین                 |                         |
| نهان‌زیوی (پرکامبرین)  | پیشین‌زیوی (پروتروزوئیک)  | پیشین‌زیوی (پروتروزوئیک) | پیشین‌زیوی (پروتروزوئیک) |
| نهان‌زیوی (پرکامبرین)  | نخست‌زیوی (آرکئن)         |                         |                         |
| نهان‌زیوی (پرکامبرین)  | پیشازیوی (هادئن)         |                         |                         |

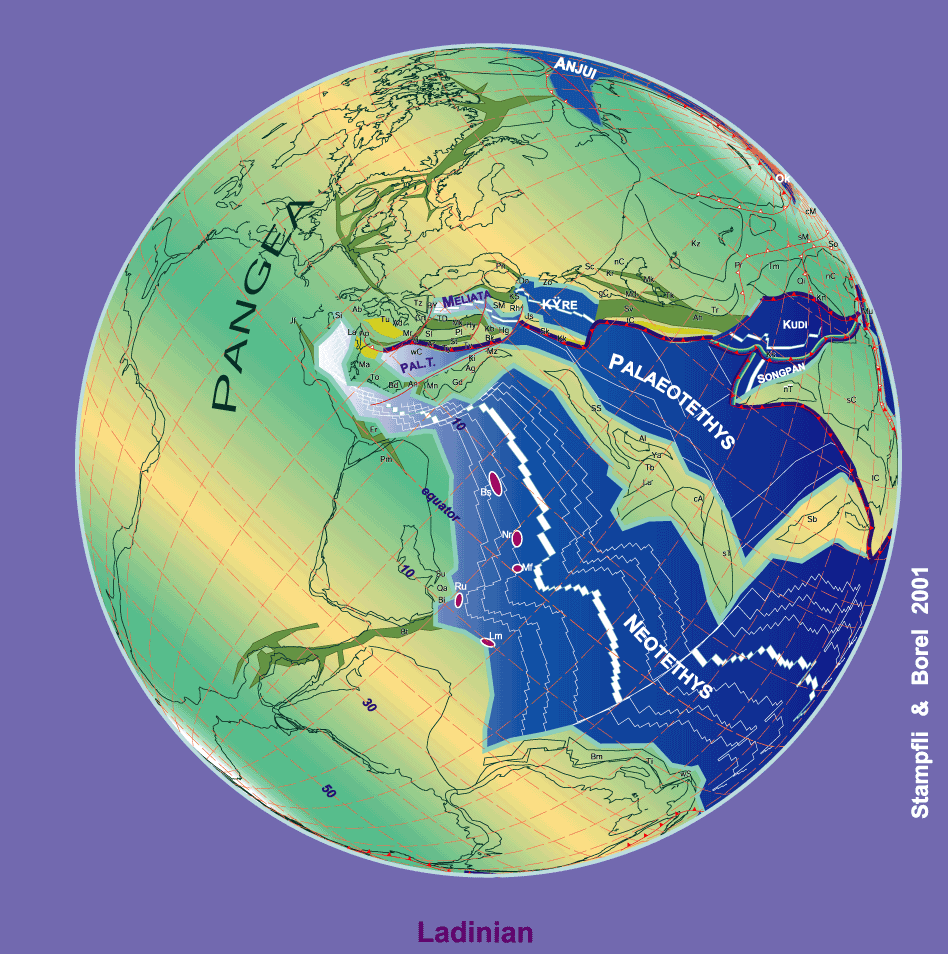
بازسازی صفحه تکتونیک 230 Ma

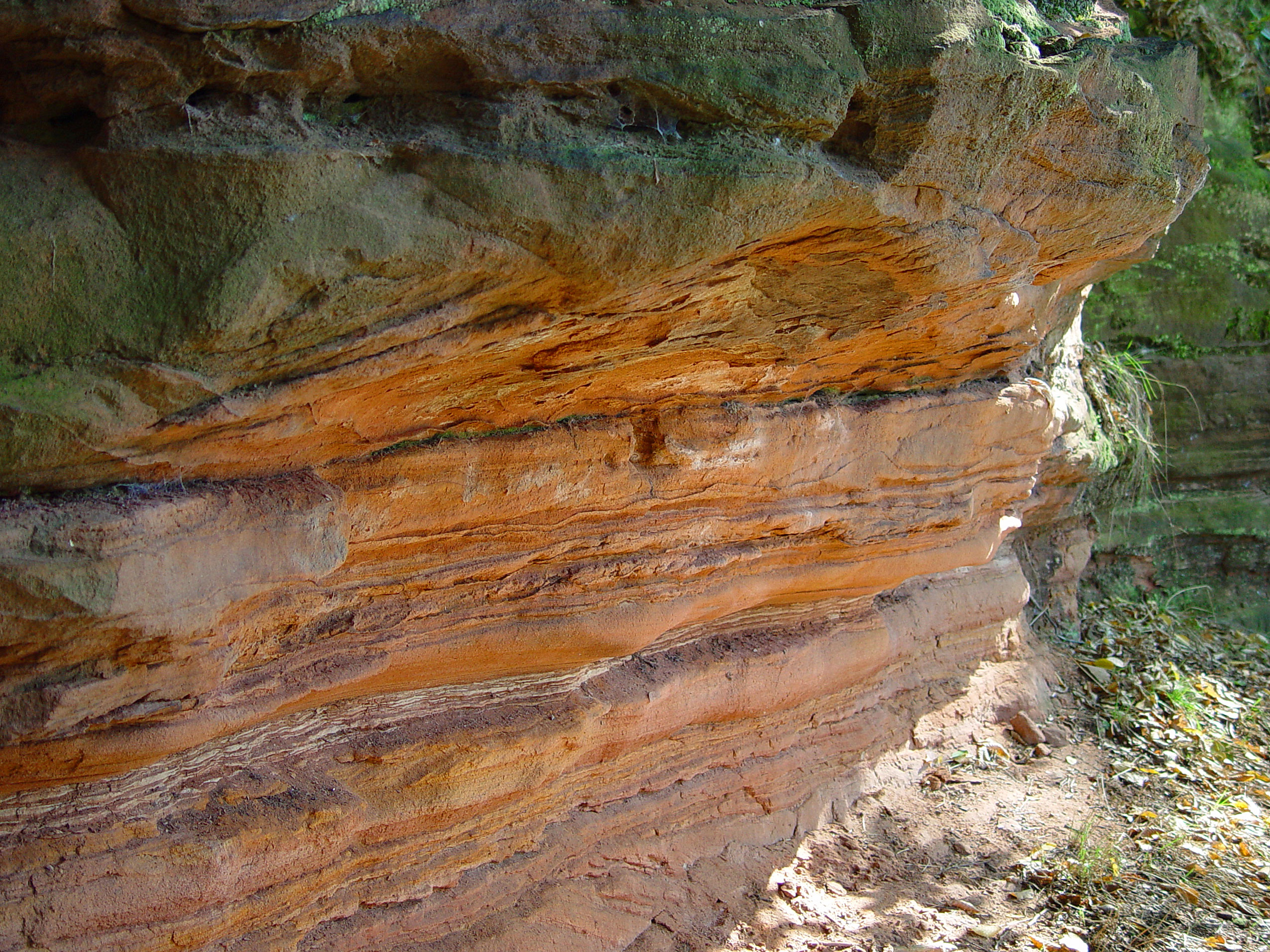
صخره ماسه‌ای تریاسه در اشتات‌رودا آلمان

دورهٔ تریاس (Triassic) یا تریاسیک یا تریاسه یا سه‌چینه‌ای، نخستین دوره از دوران میانه زیستی که در حدود ۲۵۱ تا ۲۰۱ میلیون سال پیش بوده‌است و کوتاه‌ترین دوره در دوران میانه زیستی است. نام این دوره اولین بار در سال ۱۸۳۴ (میلادی) و توسط دانشمندی در آلمان بکار گرفته شد. علت نام‌گذاری این دوره به تریاس این است که رسوبات این دوره از سه چینهٔ کاملاً مشخص به نام‌های کوپر، موشل کاک و بونت ساندشتین تشکیل شده‌است که به ترتیب بخش بالایی، میانی و زیرین را تشکیل می‌دهند. این دوره به سه قسمت پیشین، میانه و پسین تقسیم شده است.
در دورهٔ تریاس آب و هوا بسیار گرم بوده‌است و بیابانها گسترش یافتند. دلایل نشان‌دهندهٔ این گرما نیز ترک‌های گلی در رسوبات، رسوباتی چون نمک و گچ که حاصل از تبخیر هستند و اکسید شدن فلزات و مواردی دیگر هستند. در میان تنوع زیستی در این دوران بی‌مهرگانی مانند نوعی شاخ قوچی (آمونیت) و همچنین خزندگان بسیار فراوان شدند. با وجود آب و هوای خشک، سرخس و درخت آروکاریا در خشکی و جلبک در دریا نیز از گیاهان متداول آن دوره هستند. همچنین اولین حشره و اولین پستاندار در این دوره به وجود آمدند. در این دوره خشکی بزرگ پانگه‌آ به دو خشکی بزرگ یعنی گندوانا و لوراسیا تقسیم شد.

## دوره تریاس ایران
غیر از دو ناحیهٔ باختر دریاچهٔ ارومیه (جلفا) و آباده که از پرمین به تریاس تدریجی یا با وقفه‌های رسوبی بسیار کوتاه زمان می‌دانند. 
در سایر نقاط ایران شرایط سکویی زمان دیرینه‌زیستی تا اواخر تریاس میانی و به عبارت بهتر، تا اوایل تریاس پسین ادامه یاف ته ت؛ ولی در این زمان (نزدیک به آشکوب نورین)، شرایط دریایی کم ژرفای 1TR و 2TR دستخوش تغییرات زیاد شده که با تشکیل حوضه‌های کولابی- مردابی نزدیک به دریا، چین‌خوردگی، پیدایی ارتفاعات، تکاپوهای آتشفشانی و ای‌گیری توده‌های نفوذی همراه بو ده‌است. نشانه‌های یاد شده که دستاورد نوعی کوهزایی سراسری چین‌خوردگی بودند، با فاز کوه‌زایی سیمرین پیشین دیگر نواحی جهان در خور قیاس و نامگه‌اند. در ایران، نشانه‌های زیر را می‌توان بخشی از پیامدهای این کوهزایی دانست:
- تکوین و تکامل اشتقاق تتیس جوان در محل تقریبی راندگی اصلی زاگرس.
- جدایش ورق ایران از ورق زاگرس و همگرایی آن به سوی اوراسیا با هدف بستن اشتقاق تتیس کهن.
- تشکیل حوضه‌های رسوبی کم ژرفا از نوع باتلاقی- دریاچه‌ای در گستره‌های وسیعی از البرز، ایران مرکزی و کپه‌داغ (غیر از زاگرس)، مساعد برای رشد گیاهان و انباشت شیل و سنگ ماسه‌های حاوی بقایای فراوان گیاهی برای تشکیل رسوب‌های زغال دار ایران.
- پیدایی بخشی از سنگ‌های آتشفشانی بازیک و قلیایی ایران که گاهی در اثر دگرسانی تأخیری به زون‌ها یا عدسی‌های بوکسیت و لاتریت با ارزش اقتصادی تبدیل شده‌اند.
- جای‌گیری پاره‌ای از توده‌های نفوذی ایران نظیر بخشی از گرانیت‌های مشهد، گرانیت لاهیجان و ماسوله و…
- دگرگون و دگرشکل کردن سنگ‌های تریاس میانی و کهن که از بارزترین نشانه‌های کوه‌زا بودن فاز سیمرین پیشین است و به ویژه در جنوب خاوری زون سنندج - سیرجان، مشهد و… نشانه‌های بیشتری دارد.
- همزاد و وابسته به فعالیت ماگمایی ناشی از رخداد سیمرین پیشین بودن پاره‌ای ذخایر سرب، روی و باریتین، به ویژه فلوریت‌های ایران.

## نگارخانه

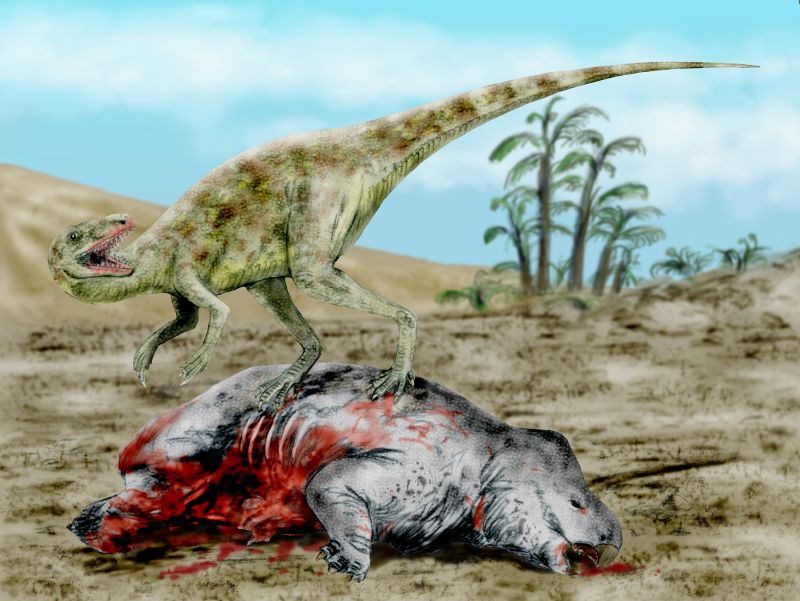
استوریکوسور
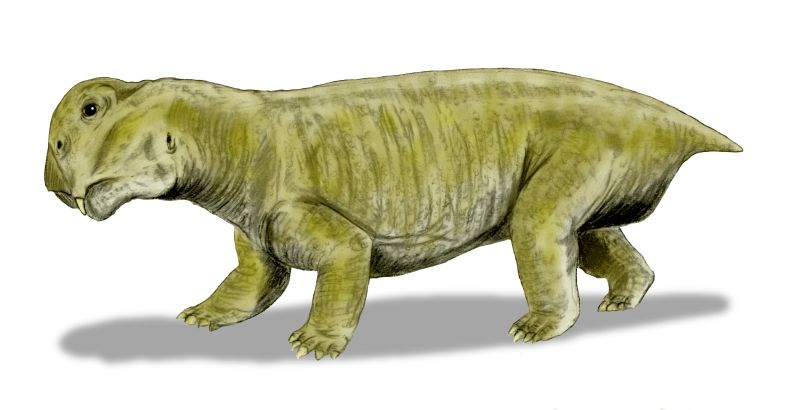
Lystrosaurus معمولترین مهره‌دار خشکی در این دوره
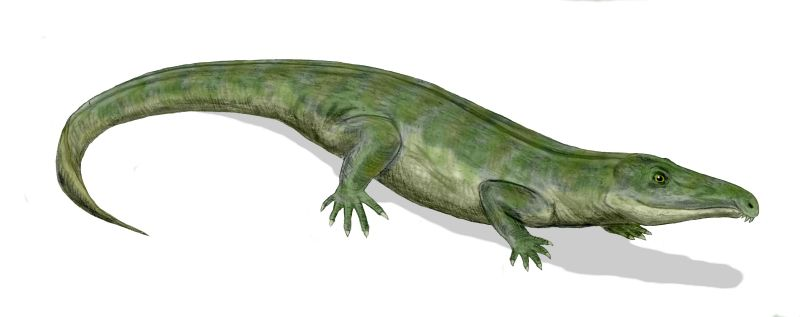
Reconstruction of پروتروسوکوس در ابتدای تریاس منقرض شد.
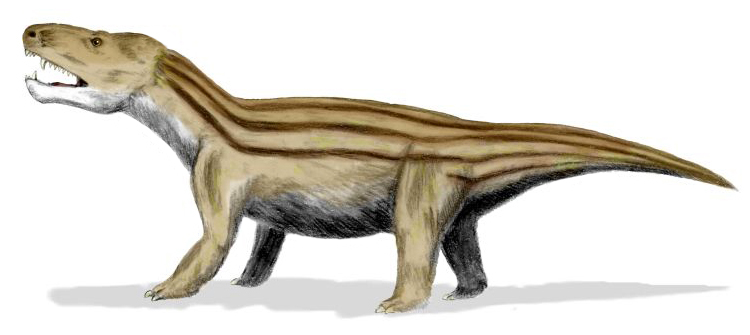
سگ‌آرواره یک سگ‌دندان پستاندارسان از ابتدای تریاس بود. نخستین پستانداران در این دوره تکامل خود را آغاز کردند.
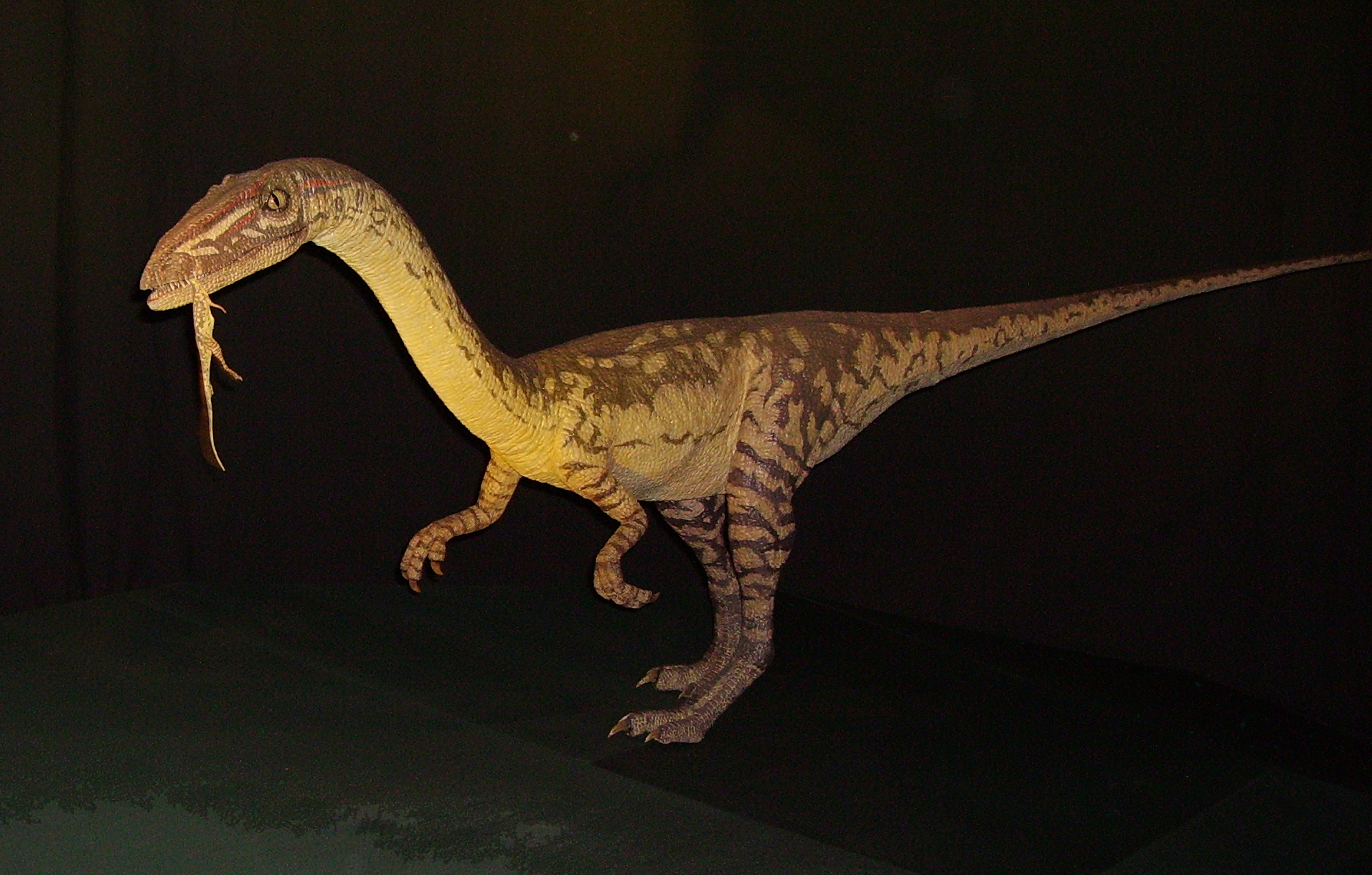
تهی‌پیکر, یکی از نخستین دایناسورها در دوره انتهای تریاس.
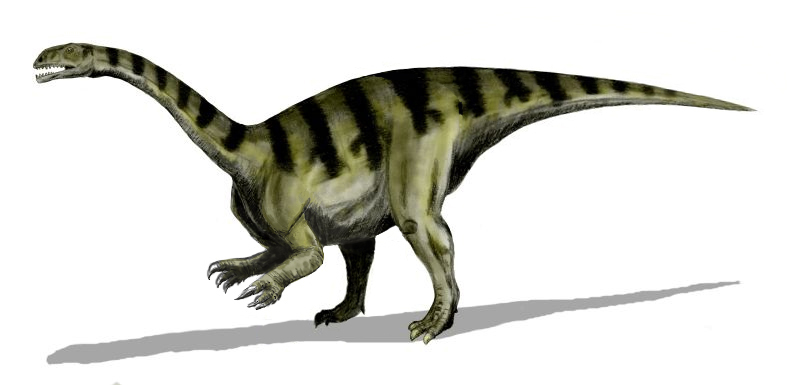
پلاتیوسور یکی از نخستین خزنده‌پاریختان،  در دوره انتهای تریاس.